# José Gabriel Sarasa
José Gabriel Sarasa Miquélez (Pamplona, 13 de marzo de 1927 - id., 24 de mayo de 1987) fue un abogado y político de Navarra (España).
Estudió bachillerato en los Hermanos Maristas de Pamplona y Derecho en la Universidad de Zaragoza. Se dedicó al ejercicio de la abogacía, inscrito en el Colegio de Abogados de Pamplona y Madrid. Fue procurador en Cortes por el ayuntamiento de Pamplona (1970-1971) y presidente del Consejo Parlamentario de Navarra.
Fue miembro destacado de la Comunión Tradicionalista hasta 1970, de 1964 a 1971 fue concejal por el tercio familiar en el ayuntamiento de Pamplona (teniente de alcalde entre 1964 y 1967). Tras la muerte de Franco, se integró en el Partido Social Demócrata Foral de Navarra dirigido por Jaime Ignacio del Burgo y que constituía la representación en Navarra del Partido Social Demócrata de Francisco Fernández Ordóñez, uno de los partidos que se integró en la inicialmente coalición Unión de Centro Democrático. En las elecciones generales de 1977 y 1979 fue elegido senador de UCD por Navarra. Tras no obtener conseguir renovar su escaño en 1982, tras la desintegración de UCD, ingresó en el Partido Demócrata Popular.